# Plus grand nombre premier connu

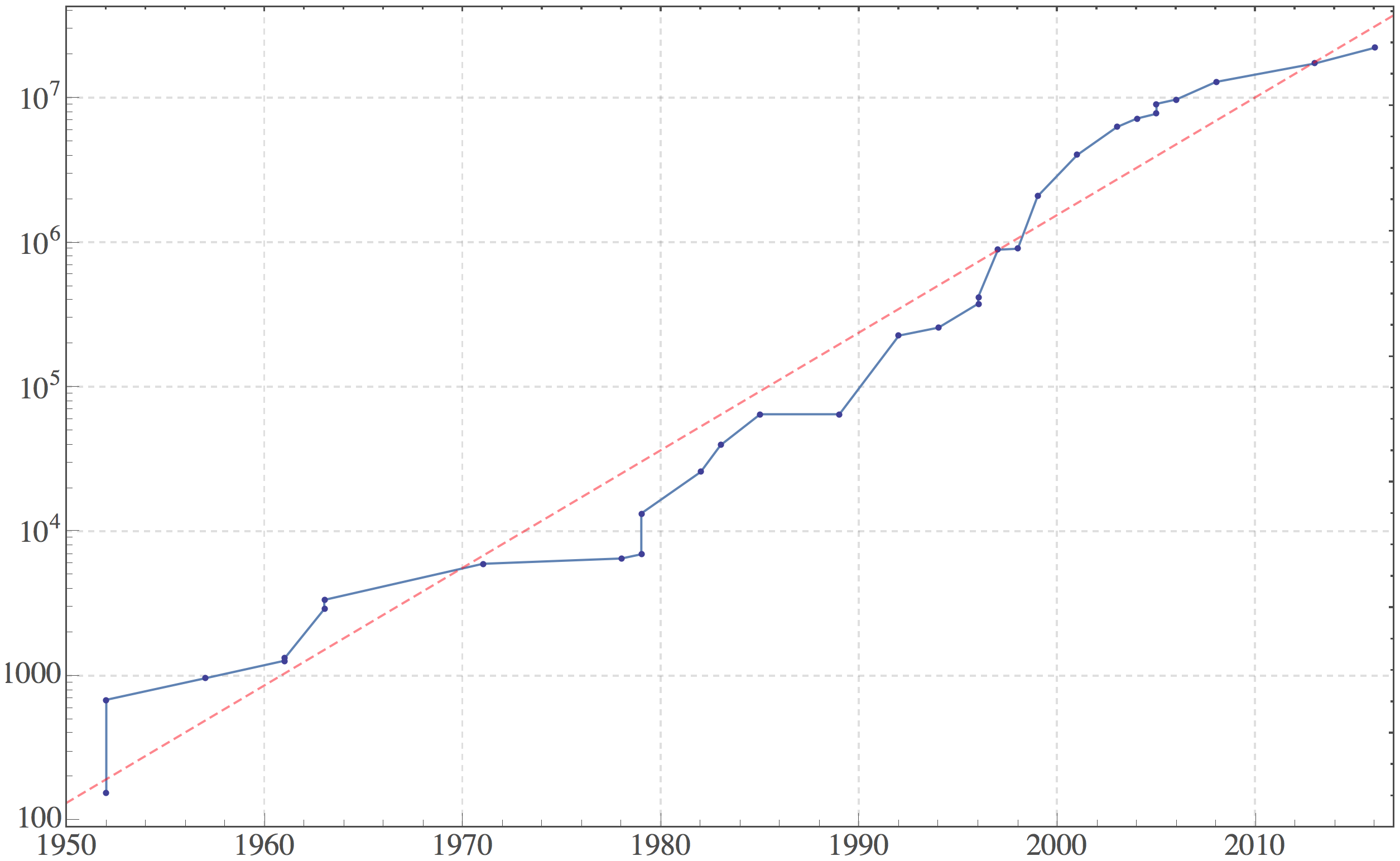
Graphique du nombre de chiffres du plus grand nombre premier connu par année, depuis l’avènement de l'ordinateur électronique. L'échelle verticale est logarithmique ; la ligne rouge est la courbe exponentielle avec le meilleur ajustement : y = exp(0,187394 t – 360,527), où t est en années.

Depuis octobre 2024, le plus grand nombre premier connu est :
C'est un nombre comportant 41 024 320 chiffres lorsqu'il est écrit en base dix. Il a été découvert le 11 octobre 2024 par le Great Internet Mersenne Prime Search (GIMPS) et confirmé le 12 octobre 2024.
Euclide a démontré qu'il n'existe aucun nombre premier qui soit plus grand que tous les autres ; ce qui signifie qu'il existe une infinité de nombres premiers. Malgré, ou du fait de, cette absence de limite, beaucoup de mathématiciens, même amateurs, continuent à chercher de grands nombres premiers.
Depuis 1992, tous les plus grands nombres premiers connus à une date donnée sont des nombres premiers de Mersenne. En octobre 2024, les dix-neuf plus grands nombres premiers connus (à ce sens) sont de Mersenne, tandis que le vingtième est un polynôme de nombres de Mersenne.
La transformation de Fourier rapide mise en œuvre avec le test de primalité de Lucas-Lehmer pour les nombres de Mersenne est rapide par rapport à d'autres tests de primalité connus pour d'autres types de nombres. Cette rapidité relative explique la quantité importante de nombres de Mersenne parmi les plus grands nombres premiers connus.

## Le record
Le record est détenu par 2136 279 841 − 1, nombre de Mersenne testé premier par Luke Durant dans le cadre du programme GIMPS, le 11 octobre 2024.
Écrit en base dix, ce nombre comporte 41 024 320 chiffres, soit plus de seize millions de chiffres supplémentaires par rapport à l'ancien record qui datait de janvier 2018 (cf. infra).
Ses dix premiers chiffres sont 3886924435..., et les 10 derniers sont ...9486871551.

## Prix
Il a existé plusieurs prix offerts par l'Electronic Frontier Foundation pour la découverte de nombres premiers de grande taille. Le programme Great Internet Mersenne Prime Search (GIMPS) a gagné les deux derniers en dépassant successivement un million puis 10 millions de chiffres. 
GIMPS coordonne aussi ses efforts à long terme pour les nombres premiers possédant plus de 100 millions de chiffres avec l'Electronic Frontier Foundation pour une récompense de 150 000 dollars pour le participant gagnant et une récompense de 250 000 dollars pour un nombre premier ayant plus d'un milliard de chiffres.

## Histoire

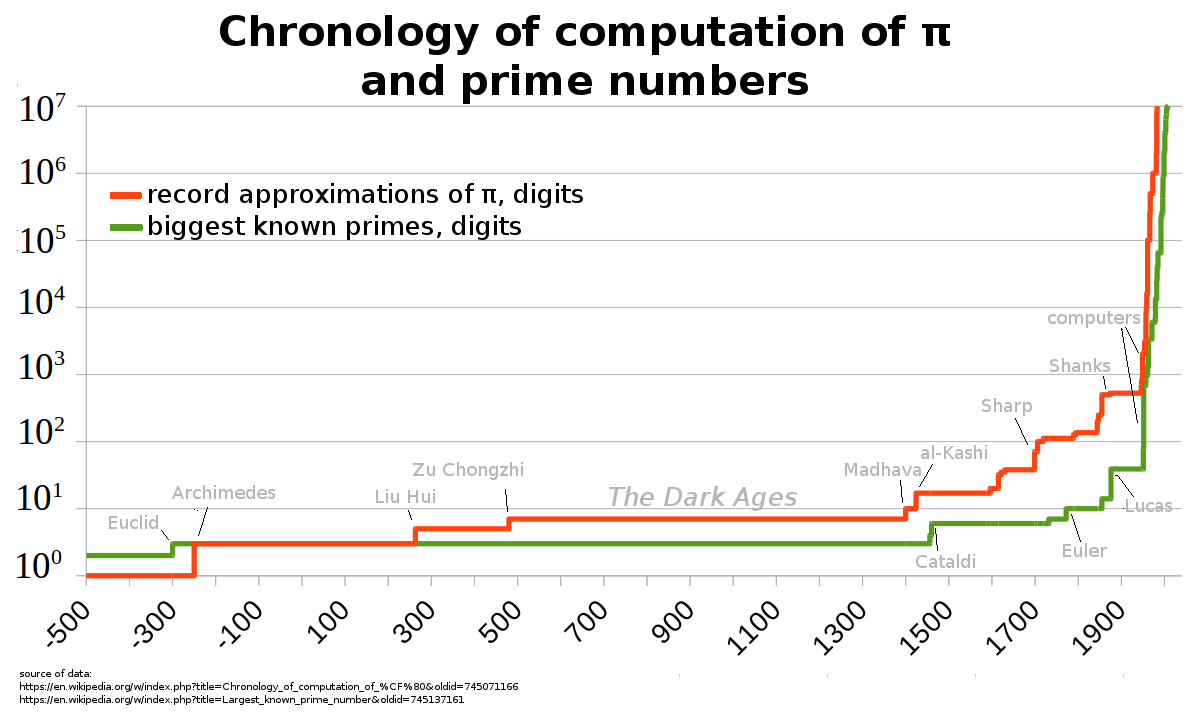
Chronologie comparée des calculs des décimales de π et de nombres premiers.

Le record du plus grand nombre premier connu a presque toujours été trouvé parmi les nombres de Mersenne,.
Dans la littérature et dans le tableau ci-dessous, les nombres premiers de Mersenne sont identifiés par les notations :
- Mn, où le nombre n accolé représente le rang dans la suite croissante des nombres premiers de Mersenne ;
- Mp, où l'indice p indique le nombre premier exposant de 2 dans l'expression 2p – 1 du nombre de Mersenne.

Le nombre qui détint le record le plus longtemps fut M19 = 524 287, pendant 144 ans.
Aucun record n'est attesté avant 1456.
| Avant le XVIe siècle, il n'est pas possible de déterminer de manière précise les records de calcul du plus grand nombre premier. Les documents qui nous sont parvenus permettant de justifier les calculs sont inexistants ou incomplets. |                                                                              |                                      |                                        |                                                    |                                                            |
| 1456 | anonyme                                                                      | -                                    | Nombres de Mersenne                    | M5 = M13                                           | 8 191                                                      |
| 1460 | anonyme                                                                      | -                                    | Nombres de Mersenne                    | M6 = M17                                           | 131 071                                                    |
| 1588 | Pietro Cataldi                                                               | -                                    | Nombres de Mersenne                    | M7 = M19                                           | 524 287                                                    |
| 1732 | Leonhard Euler                                                               | -                                    | Facteur premier du nombre de Fermat F5 | {\displaystyle {\tfrac {2^{32}+1}{641}}}           | 6 700 417                                                  |
| 1750 | Leonhard Euler                                                               | -                                    | Nombre de Mersenne                     | M8 = M31                                           | 2 147 483 647                                              |
| 1855 | Thomas Clausen                                                               | -                                    | Facteur premier du nombre de Fermat F6 | {\displaystyle {\tfrac {2^{64}+1}{274177}}}        | 67 280 421 310 721                                         |
| 1876 | Édouard Lucas                                                                | -                                    | Nombre de Mersenne                     | M12 = M127                                         | 170 141 183 460 469 231 731 687 303 715 884 105 727        |
| 1951 | Aimé Ferrier                                                                 | -                                    | -                                      | 2148 + 1/17                                        | 20 988 936 657 440 586 486 151 264 256 610 222 593 863 921 |
| 1951 | Miller (en) et Wheeler                                                       | EDSAC1 de Cambridge                  | Polynôme de nombre de Mersenne         | 180×(M127)2 + 1                                    | 79 chiffres                                                |
| 30 janvier 1952 | Robinson                                                                     | SWAC                                 | Nombres de Mersenne                    | M13 = M521                                         | 157 chiffres                                               |
| 30 janvier 1952 | Robinson                                                                     | SWAC                                 | Nombres de Mersenne                    | M14 = M607                                         | 183 chiffres                                               |
| 25 juin 1952 | Robinson                                                                     | SWAC                                 | Nombres de Mersenne                    | M15 = M1279                                        | 386 chiffres                                               |
| 7 octobre 1952 | Robinson                                                                     | SWAC                                 | Nombres de Mersenne                    | M16 = M2203                                        | 664 chiffres                                               |
| 9 octobre 1952 | Robinson                                                                     | SWAC                                 | Nombres de Mersenne                    | M17 = M2281                                        | 687 chiffres                                               |
| 8 septembre 1957 | Riesel                                                                       | BESK (en)                            | Nombres de Mersenne                    | M18 = M3217                                        | 969 chiffres                                               |
| 3 novembre 1961 | Hurwitz                                                                      | IBM 7090                             | Nombres de Mersenne                    | M20 = M4423                                        | 1 332 chiffres                                             |
| 11 mai 1963 | Gillies (en)                                                                 | ILLIAC 2                             | Nombres de Mersenne                    | M21 = M9689                                        | 2 917 chiffres                                             |
| 16 mai 1963 | Gillies                                                                      | ILLIAC 2                             | Nombres de Mersenne                    | M22 = M9941                                        | 2 993 chiffres                                             |
| 2 juin 1963 | Gillies                                                                      | ILLIAC 2                             | Nombres de Mersenne                    | M23 = M11213                                       | 3 376 chiffres                                             |
| 4 mars 1971 | Tuckerman                                                                    | IBM 360/91                           | Nombres de Mersenne                    | M24 = M19937                                       | 6 002 chiffres                                             |
| 30 octobre 1978 | Noll (en) et Nickel                                                          | CDC Cyber 174                        | Nombres de Mersenne                    | M25 = M21701                                       | 6 533 chiffres                                             |
| 9 février 1979 | Noll                                                                         | CDC Cyber 174                        | Nombres de Mersenne                    | M26 = M23209                                       | 6 987 chiffres                                             |
| 8 avril 1979 | Nelson (en) et Slowinski (en)                                                | Cray-1                               | Nombres de Mersenne                    | M27 = M44497                                       | 13 395 chiffres                                            |
| 25 septembre 1982 | Slowinski                                                                    | Cray-1                               | Nombres de Mersenne                    | M28 = M86243                                       | 25 962 chiffres                                            |
| 19 septembre 1983 | Slowinski                                                                    | Cray X-MP                            | Nombres de Mersenne                    | M30 = M132049                                      | 39 751 chiffres                                            |
| 1er septembre 1985 | Slowinski                                                                    | Cray X-MP/24                         | Nombres de Mersenne                    | M31 = M216091                                      | 65 050 chiffres                                            |
| 1989 | Amdahl 6                                                                     | Amdahl 1200                          | Polynôme de nombres de Mersenne        | 391581 × M756839 + 391580 = 391 581 × 2756 839 – 1 | 65 087 chiffres                                            |
| 19 février 1992 | Slowinski, Gage et al.                                                       | Cray-2                               | Nombres de Mersenne                    | M32 = M756839                                      | 227 832 chiffres                                           |
| 10 janvier 1994 | Slowinski et Gage                                                            | Cray C90                             | Nombres de Mersenne                    | M33 = M859433                                      | 258 716 chiffres                                           |
| 3 septembre 1996 | Slowinski et Gage                                                            | Cray T94                             | Nombres de Mersenne                    | M34 = M1257787                                     | 378 632 chiffres                                           |
| 13 novembre 1996 | Joël Armengaud, Woltman et al. (Projet GIMPS)                                | Pentium (90 MHz)                     | Nombres de Mersenne                    | M35 = M1398269                                     | 420 921 chiffres                                           |
| 24 août 1997 | Gordon Spence, Woltman et al. (Projet GIMPS)                                 | Pentium (100 MHz)                    | Nombres de Mersenne                    | M36 = M2976221                                     | 895 932 chiffres                                           |
| 27 janvier 1998 | Clarkson, Woltman, Kurowski et al. (Projet GIMPS)                            | Pentium (200 MHz)                    | Nombres de Mersenne                    | M37 = M3021377                                     | 909 526 chiffres                                           |
| 1er juin 1999 | Hajratwala, Woltman, Kurowski et al. (Projet GIMPS)                          | Pentium (350 MHz)                    | Nombres de Mersenne                    | M38 = M6972593                                     | 2 098 960 chiffres                                         |
| 14 novembre 2001 | Cameron, Woltman, Kurowski et al. (Projet GIMPS)                             | AMD T-Bird (800 MHz)                 | Nombres de Mersenne                    | M39 = M13466917                                    | 4 053 946 chiffres                                         |
| 17 novembre 2003 | Shafer, Woltman, Kurowski et al., MSU (Projet GIMPS)                         | Pentium (2 GHz)                      | Nombres de Mersenne                    | M40 = M20996011                                    | 6 320 430 chiffres                                         |
| 15 mai 2004 | Findley, Woltman, Kurowski et al. (Projet GIMPS)                             | Pentium 4 (2,4 GHz)                  | Nombres de Mersenne                    | M41 = M24036583                                    | 7 235 733 chiffres                                         |
| 18 février 2005 | Nowak, Woltman, Kurowski et al. (Projet GIMPS)                               | Pentium 4 (2,4 GHz)                  | Nombres de Mersenne                    | M42 = M25964951                                    | 7 816 230 chiffres                                         |
| 15 décembre 2005 | C. Cooper, S. Boone, G. Woltman, S. Kurowski et al., UCM (en) (Projet GIMPS) | Pentium 4 (2 GHz upgraded to 3 GHz)  | Nombres de Mersenne                    | M43 = M30402457                                    | 9 152 052 chiffres                                         |
| 4 septembre 2006 | C. Cooper, S. Boone, G. Woltman, S. Kurowski et al., UCM (Projet GIMPS)      | Pentium 4 (3 GHz)                    | Nombres de Mersenne                    | M44 = M32582657                                    | 9 808 358 chiffres                                         |
| 23 août 2008 | Edson Smith, George Woltman, Scott Kurowski et al., UCLA (Projet GIMPS)      | Intel Core 2 Duo E6600 CPU (2,4 GHz) | Nombres de Mersenne                    | M47 = M43112609                                    | 12 978 189 chiffres                                        |
| 25 janvier 2013 | C. Cooper, G. Woltman, S. Kurowski et al., UCM (Projet GIMPS)                |                                      | Nombres de Mersenne                    | M48 = M57885161                                    | 17 425 170 chiffres                                        |
| 7 janvier 2016 | C. Cooper, G. Woltman, S. Kurowski, A. Blosser et al., UCM (Projet GIMPS)    |                                      | Nombres de Mersenne                    | M49 ?? = M74207281                                 | 22 338 618 chiffres                                        |
| 26 décembre 2017 | J. Pace, G. Woltman, S. Kurowski, A. Blosser, et al. (Projet GIMPS)          | Intel i5-6600 CPU                    | Nombres de Mersenne                    | M50 ?? = M77232917                                 | 23 249 425 chiffres                                        |
| 7 décembre 2018 | Patrick Laroche (Projet GIMPS)                                               | Intel i5-4590T                       | Nombres de Mersenne                    | M51 ?? = M82589933                                 | 24 862 048 chiffres                                        |
| 21 octobre 2024 | Luke Durant (Projet GIMPS)                                                   | NVIDIA H100                          | Nombres de Mersenne                    | M52 ?? = M136279841                                | 41 024 320 chiffres                                        |